# François-Timoléon de Choisy
Pour les articles homonymes, voir Choisy.
François-Timoléon de Choisy, né le 16 août 1644 à Paris où il est mort le 2 octobre 1724, est un religieux, homme de lettres, mémorialiste et académicien français.

## Biographie
Arrière-petit-fils de Jean de Choisy père (né vers 1525), un marchand de vins en gros, et d'Opportune Bazanier, petit-fils de Jean de Choisy fils (né vers 1562, mort vers 1652), receveur général des finances de Caen (1605), et de Magdeleine Le Charron.
François-Timoléon de Choisy est le quatrième et dernier fils de Jean III de Choisy, seigneur de Balleroy (né en 1598, mort à Blois le 20 février 1660), un conseiller d’État, intendant du Languedoc, chancelier de Gaston d'Orléans, et de Jeanne-Olympe Hurault de L'Hospital (1604-1669), une petite-fille de Michel de L'Hospital et une intime de la reine de Pologne Marie de Gonzague.
Sa mère l’habille en fille jusqu’à l’âge de dix-huit ans pour faire sa cour à la reine Anne d'Autriche et introduire son fils dans l'entourage de Monsieur, frère de Louis XIV. Elle lui disait : « Écoutez, mon fils ; ne soyez point glorieux, et songez que vous n'êtes qu'un bourgeois. Je sais bien que vos pères, que vos grands-pères ont été maîtres des requêtes, conseillers d'État ; mais apprenez de moi qu'en France on ne reconnaît de noblesse que celle d'épée. La nation, toute guerrière, a mis la gloire dans les armes: or, mon fils, pour n'être point glorieux, ne voyez jamais que des gens de qualité. » C'est ainsi qu'il est poussé, tout jeune, à la fois à se détourner de la vie militaire et à faire sa cour au futur cardinal de Bouillon, son contemporain, dont il restera l'ami.
De 18 à 22 ans, il étudie la philosophie et la théologie en Sorbonne et obtient en 1663 la charge d'abbé ainsi que les revenus temporels liés à l'abbaye de Saint-Seine en Bourgogne.
Entre la mort de sa mère en 1669 et sa conversion en 1683, il mène une vie dissolue. 
À 23 ans, il se rend à Venise où il s'abandonne à sa passion pour le jeu. Revenu impécunieux en France, sa relative pauvreté l’oblige à vivre de son bénéfice ecclésiastique. En 1676, il visite Rome dans la suite du cardinal de Bouillon. C'est à peu près au moment de ce voyage qu'il se lie avec Daniel de Cosnac, évêque de Valence.
Tombé malade en août 1683, il frôle la mort et, décidé à changer de vie, se retire un an au séminaire des Missions étrangères de Paris, rue du Bac. Puis, de mars 1685 à juin 1686, il accompagne, comme coadjuteur, le chevalier Alexandre de Chaumont dans une mission au Siam auprès du roi Narai (1629-1688). Il s'y fait ordonner prêtre par Louis Laneau, évêque de Métellopolis, le 10 décembre 1685. Il raconte son périple dans un très vivant Journal de voyage au Siam. À son retour en France, il reçoit le bénéfice du prieuré de Saint-Benoît-du-Sault en 1689 et le doyenné du chapitre de la cathédrale de Bayeux, le 11 avril 1697.
Reçu à l’Académie française en août 1687, il collabore avec Charles Perrault à la rédaction des Opuscules sur la langue française. Il écrit une brève biographie de sa parente, l'édifiante Mme de Miramion. 
Le témoignage qu'il donne de quelques moments marquants du règne de Louis XIV, ses Mémoires pour servir l'histoire de Louis XIV, constituent sans doute son œuvre la plus connue. Il rédige un certain nombre de travaux historiques et religieux dont une volumineuse Histoire de l’Église en 11 volumes au sujet de laquelle il a déclaré non sans humour : « J’ai achevé, grâce à Dieu, l’histoire de l’Église ; je vais, présentement, me mettre à l’étudier. » Il l'écrivait, paraît-il, sur le conseil de Bossuet.
Après sa mort, ses papiers passent à son parent, le marquis d'Argenson qui regroupe trois volumes de manuscrits méritant à ses yeux d'être conservés. L'abbé d'Olivet réalise une copie de ce manuscrit, qui paraît à Utrecht en 1727 sous le titre de Mémoires pour servir à l'histoire de Louis XIV.
Il est inhumé dans le cimetière Saint-Nicolas-des-Champs.

## Le travestissement en débat
La réputation et la postérité de l'abbé de Choisy tiennent essentiellement à la légende sulfureuse de son travestissement. 
Dès le XVIIIe siècle, des nouvelles scandaleuses et des Mémoires de l'abbé de Choisy habillé en femme passent pour authentiques. Des fragments relatifs à ses aventures alors qu'il était déguisé en femme paraissent partiellement en 1736 sous le titre de Mémoires de Madame la comtesse des Barres, à madame la marquise de Lambert. Dans ces textes, on lit les frasques libertines d'un homme d'église travesti. Les Mémoires exhibent les marques de l'habillement féminin : boucles d'oreilles, mouches, fards. L'abbé contrefait le mariage, en faisant une parodie de sacrement où, déguisé en femme, il épouse une jeune femme déguisée en homme, avec laquelle il se livrera ensuite à des « caresses ». Après être apparu, durant une courte période, habillé en homme, il reprend le costume féminin et réside, avec les encouragements de son curé et l’approbation de son évêque, dans une demeure du quartier Saint-Médard, sous le nom de « Mme de Sancy » jusqu’à ce que le duc de Montausier, surnommé « Rabat-joie » et dont on dit qu’il a inspiré Le Misanthrope de Molière, lui en fasse publiquement le reproche à l’Opéra. Il se retire alors en province, à Bourges (au Château de Vouzay, appelé alors Crespon), où il se fait passer pour une riche veuve sous le nom de « comtesse des Barres » (1670-1671) et séduit sous ce costume filles de bonne famille et comédiennes – y compris les actrices Montfleury et Mondory – dont une qu’il met enceinte avant de la marier au comédien du Rosan. Il se rend ensuite à Paris où il se fait connaître, de 1672 à 1674, sous le nom de Mme de Sancy. À lire les Mémoires de l'abbé de Choisy habillé en femme, il serait toujours habillé en femme à l’âge de quatre-vingts ans.
La paternité de l'abbé dans les Mémoires de l'abbé de Choisy habillé en femme est largement mise en doute, ainsi que la longévité de son travestissement.

## Œuvres
- Quatre dialogues. I. Sur l'immortalité de l'âme. II. Sur l'existence de Dieu. III. Sur la providence. IV. Sur la religion (avec Louis de Courcillon de Dangeau), Paris, Sébastien Mabre-Cramoisy, 1684.
- Interprétation des Psaumes avec la Vie de David, Paris, Sébastien Mabre-Cramoisy, 1687 (réimpressions en 1690 et 1692)
- Journal du voyage de Siam fait en 1685 et 1686, Paris, Sébastien Mabre-Cramoisy, 1687 ; 1688 ; 1740, texte 1687 sur wikisource ; réédition, avec une étude de Maurice Garçon, collection laque orange Aventures et voyages, Éditions Duchartre et Van Buggenhoudt, 1930 ; édition critique par Dirk Van der Cruysse, 1995) ; rééd. Orchid Press, 1999,  (ISBN 974-8299-65-1).
- Recueil de plusieurs pièces d'éloquence et de poësie présentées à l'Académie française pour les prix de 1687, donnez le jour de S. Louis de la mesme année, avec les discours prononcez le mesme jour (par MM. l'abbé de Choisy et de Bergeret) à la réception de M. l'abbé de Choisy en la place de M. le duc de Saint-Aignan, Paris, Pierre Le Petit, 1687
- La Vie de Salomon, Paris, Claude Barbin, 1687.
- Les Pensées chrétiennes sur divers sujets de piété, Paris, Claude Barbin, 1688.
- Histoire de France sous les règnes de Saint Louis… de Charles V et Charles VI, 1688-1695.
  - Histoire de Philippe de Valois et du roi Jean, Paris, Claude Barbin, 1688.
  - La Vie de Saint Louis, Paris, Claude Barbin, 1689.
  - Histoire de Charles cinquième, roi de France, Paris, Antoine Dezallier, 1689.
  - Histoire de Charles VI, roi de France, Paris, Jean-Baptiste Coignard, 1695.
- De l'imitation de Jésus-Christ, traduction nouvelle, Paris, Antoine Dezallier, 1692.
- Histoire de la marquise-marquis de Banneville, nouvelle parue dans le Mercure Galant, 1695.
- La Vie de Madame de Miramion, Paris, Antoine Dezallier, 1706 (réimpression en 1707).
- Histoires de piété et de morale, par M. L. D. C., Paris, Jacques Étienne, 1710.
- Les plus beaux événements de l'histoire sacrée et de l'histoire prophanes rapportés à la morale par M. l'abbé de Choisy, Paris, Jacques Étienne, 1711.
- La Nouvelle Astrée, Paris, Nicolas Pépie, 1712Il s’agit d’une adaptation du roman d'Honoré d'Urfé. Voir Henri Coulet, « La Nouvelle Astrée de l'abbé de Choisy », Annie Rivara, Antony McKenna (dir.), Le Roman des années trente : la génération de Prévost et de Marivaux, Institut Claude Longeon, Université de Saint-Étienne, 1998, 167 p., p. 7  (ISBN 978-2-86272-124-8).
- Histoire de l’Église, Paris, Jean-Baptiste Coignard, Antoine Dezallier & Christophe David, 1703-1723, 11 vol.
- Mémoires pour servir à l'histoire de Louis XIV, par feu M. l'abbé de Choisy, édité et préfacé par François-Denis Camusat, Utrecht, Van de Water ; Amsterdam, Jean-Frédéric Bernard et N. Étienne Lucas, 1727 ; réédition présentée et annotée par Georges Mongrédien, Mercure de France, 1966, 1983, 412 p.,  (ISBN 978-2-71520-149-1).
- Mémoires de Madame la comtesse des Barres, à madame la marquise de Lambert, Bruxelles, François Poppens, 1736 ; réédité sous le titre Aventures de l’abbé de Choisy habillé en femme en 1862 ; réédité sous le titre Aventures de l’abbé de Choisy déguisé en femme en 1923 ; réédité sous le titre Mémoires de l’abbé de Choisy habillé en femme, comme suite des Mémoires pour servir à l'histoire de Louis XIV, Mercure de France, coll. « Le Temps retrouvé » no 7, 1966),  (ISBN 978-2-71520-149-1).

#### Ouvrages
- Roger de Beauvoir, L'Abbé de Choisy, 3 tomes, Paris, Gabriel Roux et Cassanet, 1848.
- Fernande Gontier, Homme ou femme ? La confusion des sexes, Paris, Perrin, 2006, 2e chap.  (ISBN 978-2-26202-491-8).
- Jean Mélia, L'Étrange existence de l'abbé de Choisy de l'Académie française, Paris, Émile-Paul frères, 1921, 326 p.
- Jean Mélia, La Vie amoureuse de l'abbé de Choisy, de l'Académie française et doyen de cathédrale, Paris, Mercure de France, 1934, 239 p.
- Jean Mistler, Un original à l’Académie : l’abbé de Choisy, Paris, Institut de France, 1977.
- Pierre-Joseph d'Olivet, La Vie de Monsieur l’abbé de Choisy de l'Académie françoise, Lausanne, Genève, Marc-Michel Bousquet & Cie, 1742 ; réédition en 1748. Édition 1742 en ligne sur wikisource.
- Geneviève Reynes, L’Abbé de Choisy ou l’ingénu libertin, Paris, Presses de la Renaissance, 1983, 341 p.,  (ISBN 978-2-85616-263-7)
- Nathalie Reznikoff, Un homme de robes à la cour du roi-soleil : l'extravagante histoire de l'abbé de Choisy, Paris, Ramsay, 1988, 364 p.,  (ISBN 978-2-85956-692-0)
- Dirk Van der Cruysse, L’Abbé de Choisy, androgyne et mandarin, Paris, Fayard, 1995,  (ISBN 978-2-21359-409-5)
- Louis Marie Jacques Vinceneux, Étude de psycho-pathologie historique. Les Ambigus. L'Abbé de Choisy, thèse de médecine, Paris, Librairie Louis Arnette, 1929, 83 p.

#### Articles
- Jean-Yves Vialleton, « La Nouvelle Diffamatoire dans la France de l’âge classique : le cas particulier de La Vie de Monsieur l’abbé de Choisy », Cahiers d’études italiennes [En ligne], 10 | 2010, mis en ligne le 15 septembre 2011, consulté le 10 juin 2014. URL : http://cei.revues.org/175
- Pierrick Brient, « La Perversion normale de l'abbé de Choisy », La Clinique lacanienne, Éditions Érès, no 11, 2006/2, 230 p., p. 195-202  (ISBN 978-2-74920-620-2)
- Frédéric Charbonneau, « Sexes hypocrites : le théâtre des corps chez Jean‑Jacques Bouchard et l’abbé de Choisy », Études françaises, vol. 34, no 1,‎ printemps 1998, p. 107-122 (lire en ligne)
- Dirk Van der Cruysse, « ‘‘Peser son mérite dans la balance de la vérité’’. L'abbé de Choisy et le mythe louis-quatorzien », dans Retours du mythe, vingt études pour Maurice Delcroix, Rodopi, 1996, 278 p., p. 57-68  (ISBN 978-9-04200-098-8)

### Podcast
- France Culture, Une histoire particulière : série « L’abbé de Choisy, vies et légendes travesties »
  - épisode 1 : L’Abbé flamboyant, diffusé le 3 mai 2025 ;
  - épisode 2 : La Fabrique d’un mythe, diffusé le 4 mai 2025.